# Rigor Mortis (fumetto)
Rigor Mortis è il personaggio principale dell'omonimo fumetto creata da Riccardo Crosa, di genere fantasy caratterizzato da una forte componente umoristica.

## Storia editoriale
Rigor nasce come striscia umoristica all'interno della fanzine Giochi & Giochi ispirato dalle sessioni di gioco di una campagna di Dungeons & Dragons a cui l'autore partecipava. Successivamente, sempre sotto forma di striscia, compare all'interno della rivista Excalibur edita da Stratelibri.
Storie a più ampio respiro vengono pubblicate a partire dal 1994, in ordine cronologico, da Stratelibri, Hobby & Work, Stelle & Strisce, Phoenix, Magic Press per tornare poi dal 2005 su Stratelibri.
Il cambio di casa editrice porta anche un cambio di formato. Da segnalare un numero a colori in versione cartonata edito dalla Magic Press

## Trama
Le avventure si svolgono sul pianeta di Kragmortha, ai margini dell'universo, dove la magia è una realtà quotidiana e si possono trovare i più classici elementi di un fantasy medioevale.
La storia si dipana su tre blocchi principali, identificabili con le tre saghe/case editrici principali. Il racconto di come gli eroi si sono conosciuti è la saga di più recente pubblicazione (L'alba degli eroi) ed affronta l'incontro con Cav e Kira, in quanto Romolo e Rigor sono già un duo. 
A seguire i tre volumi della Hobby & Work (non ha un nome ufficiale la saga, ma vi è un gruppo di orchi che è "lo specchio" di quello del Rigor) nei quali Kira, da umana, affronta la sua graduale mutazione in donna gatto: prima verrà morsa da un demone, diventando una mannara e trasformandosi solo nei momenti di crisi perdendo il controllo; in seguito all'influenza di una corrente mistica la sua metamorfosi sarà perenne, mantenendo però la lucidità mentale.
La saga delle bolle di realtà invece vede il mondo di Kragmortha isolato in tanti universi isolati (le bolle) dovuti a un "esperimento scientifico" volto a studiare il grande maelstrom nel mare di Kragmortha. Gli occupanti del sottomarino creeranno ognuno una propria realtà plasmata sui propri desideri e paure. Per permettere a Kragmortha di ritornare alla normalità, Rigor e il suo gruppo dovranno riuscire a convincere il creatore di ogni bolla a disfare il suo mondo.
Sono stati prodotti anche due albi non legati a Rigor ma ad Arkham O.Z, un robot con anima, creato dallo stesso Rigor (negli albi finora pubblicati non viene spiegato come).

### Cronologia
| Anno imperiale                        | Albo | Eventi |
| ------------------------------------- | --- | --- |
| 645                                   | Discesa | Rigor viene imprigionato nell'inframondo per diventare l'intelletto di un Gaunth (golem di carne). Riesce a scappare dalla sua prigione portando con sé anche Cav ( a cui è stato strappato un occhio per trapiantarlo nel golem). Nel frattempo Romolo è riuscito a raggiungerlo, aiutato da Kira che si ritrova a seguirlo a causa di un equivoco sulle intenzioni reali del guerriero nei confronti di Opal, una ragazza incontrata in locanda. Il gruppo si riunisce fortuitamente da Arkham O.Z., "figlio" di Rigor (che non sa di avere per le diverse linee temporali tra i due universi), che li scorta a un portale da cui poter far ritorno a Kragmorta. |
| 645                                   | Aphocalymark | Rigor viene imprigionato nell'inframondo per diventare l'intelletto di un Gaunth (golem di carne). Riesce a scappare dalla sua prigione portando con sé anche Cav ( a cui è stato strappato un occhio per trapiantarlo nel golem). Nel frattempo Romolo è riuscito a raggiungerlo, aiutato da Kira che si ritrova a seguirlo a causa di un equivoco sulle intenzioni reali del guerriero nei confronti di Opal, una ragazza incontrata in locanda. Il gruppo si riunisce fortuitamente da Arkham O.Z., "figlio" di Rigor (che non sa di avere per le diverse linee temporali tra i due universi), che li scorta a un portale da cui poter far ritorno a Kragmorta. |
| 645                                   | Malignus | Rigor viene imprigionato nell'inframondo per diventare l'intelletto di un Gaunth (golem di carne). Riesce a scappare dalla sua prigione portando con sé anche Cav ( a cui è stato strappato un occhio per trapiantarlo nel golem). Nel frattempo Romolo è riuscito a raggiungerlo, aiutato da Kira che si ritrova a seguirlo a causa di un equivoco sulle intenzioni reali del guerriero nei confronti di Opal, una ragazza incontrata in locanda. Il gruppo si riunisce fortuitamente da Arkham O.Z., "figlio" di Rigor (che non sa di avere per le diverse linee temporali tra i due universi), che li scorta a un portale da cui poter far ritorno a Kragmorta. |
| 646                                   | Il tempio dei sospiri | |
| 655                                   | | |
| La pietra nera della vendetta         | Il gruppo recupera all'interno di un tempio una pietra con cui Rigor evoca un demone senza riuscire a controllarlo. Il demone intrappola Rigor nella sua dimensione rendendolo suo schiavo. Per liberarsi offre in pegno l'anima dei suoi compagni in una partita a poker. Nonostante la perda il gruppo riesce a fuggire per ritrovarsi nel bosco oscuro dove è costretto ad affrontare due vampire e il loro demone protettore | |
| Il principe delle tenebre             | Un monaco viene scacciato dal monastero in cui risiede a causa dei suoi interessi verso le arti oscure. Dopo anni di oblio viene posseduto e si avvia per consumare la propria vendetta. All'interno del monastero però è contenuta anche una delle tre pietre mistiche che un gruppo di orchi sta cercando per riportare in patria. Rigor e compagni incrociano il gruppo di orchi e il mago decide che deve avere le pietre ad ogni costo. Nell'inevitabile scontro che segue Kira viene morsa da uno dei demoni evocati dal monaco e si trasforma in una gatta mannara. Riunite le pietre gli orchi ne attivano il potere, ma Rigor alla fine le sottrae al gruppo spedendoli nell'archivio del 666º girone, dove sono costretti ad ascoltare le avventure di Rigor in eterno. | |
| L'ira di Aphotecymon XVII             | Il gruppo finisce nel deserto di Kragmortha nel tentativo di accelerare il ritorno a casa grazie a uno "scivolatore mistico" (praticante di uno sport che consiste nel cavalcare le instabili onde di energia mistica). La regina del regno (basato sulla cultura egizia) è ossessionata dalla bellezza e prolunga la sua giovinezza sottraendo energia vitale ai suoi sudditi più giovani riducendoli in zombie. Utilizzare però l'energia vitale di un elfo però le permetterebbe di aumentare di molto gli effetti dei suoi rituali. Cav viene rapito a tale scopo e il gruppo deve quindi salvarlo. Durante lo scontro finale lo stesso faraone Aphotecymon XVII verrà risvegliato dalle inusitate energie magiche in campo. Solo il passaggio di una nuova onda mistica salverà il gruppo poiché la regina, in procinto di scagliare il suo incantesimo finale, verrà "travolta" dal passaggio dello scivolatore mistico. Grazie a questa avventura però il gruppo di orchi troverà il modo per fuggire alla prigionia del 666º girone. | |
| La nave del Caos                      | La strada verso casa è lunga e il gruppo, ormai a corto di soldi, è costretto ad accettare una pericolosa missione per conto del gran visir: recuperare una statua nella Terra di Nessuno. Questo è il luogo dove sono state impiegate magie potentissime durante la guerra e l'equilibrio magico ne è rimasto sconvolto. La condizione di Kira diventerà permanente e sarà sempre nella sua forma di donna gatta d'ora in poi. Nella ricerca della statua il gruppo viene catturato da dei pirati a bordo di una nave volante: la statua è stata rubata da loro e legata come polena alla nave. Questo rende la nave in grado di volare ed immune ad ogni magia. Anche il gruppo di orchi è stato catturato e condivide con Rigor il destino di essere gettati all'interno di una fossa senza fine. Durante l'esecuzione però l'equipaggio si ammutina e, nel caos che deriva, i due gruppi si liberano e riescono a salvarsi solo unendo le forze dei due maghi che eviteranno che la nave precipiti all'interno della fossa solo unendo le forze per racchiudere la nave in una sfera antigravitazionale. La spinta però è troppo forte e la nave rimane intrappolato nello spazio condannata a girare nell'orbita del pianeta. | |
| Il ritorno del genio del male         | Una squadra di sei elementi (un mago, un'elfa, un nano, un rappresentante dell'impero, uno scienziato e il capitano ) scende con un sottomarino fino all'origine del Kellinon, un maelstrom di energia pura negli abissi di Kragmortha. L'elfa a bordo aziona all'improvviso il siluro di bordo per evitare che tale energia venga manipolata dai compagni. L'impatto che ne scaturisce crea una enorme onda di energia che disintegra gli occupanti e sale oltre l'orbita, investendo la nave su cui erano intrappolati Rigor e compagni da oltre due mesi. Quello che li attende a terra però è un mondo vuoto. Tutti gli esseri viventi sono spariti: il Kellinon ha isolato i componenti del sottomarino in cinque differenti bolle. Tuttavia questi sono riusciti a manipolarle trasformando queste bolle nell'unica realtà esistente. Al comandante della spedizione è stato invece dato il compito di trovare qualcuno che possa riportare il tutto alla normalità. Occorre entrare in ognuna di queste bolle e convincerne il padrone a "romperla". - MEKKANICA La prima bolla è quella creata dal nano. Una realtà in cui tutto è regolato e preciso, in cui lo scopo finale è continuare a far funzionare "il grande ingranaggio" che è il mondo stesso in cui si vive. Il più piccolo errore è punito in modo esemplare e il gruppo è immediatamente messo ai lavori forzati, costretto a pulire un enorme ingranaggio. All'interno di Mekkanika però si trovano anche due succubi dell'inframondo che, annoiate, permetteranno al gruppo di fuggire grazie ai danni causati. Trovato il nano basteranno poche parole del capitano per convincerlo a tornare alla vera realtà. - Kadath la città sospesa nel vuoto Dopo aver rotto la prima delle bolle di realtà, Rigor si rinchiude in una torre a studiare gli eventi. Gli altri nel frattempo esplorano Kragmortha, leggermente ripopolatasi. Le notizie non sono buone in quanto sembra che da una delle bolle di realtà si stia per preparare un'invasione. Nel frattempo però il Rigor e il capitano hanno identificato il punto di accesso alla seconda bolla: quella creata dal mago. Una città sospesa nel cielo dove due sette religiose vegliano sul creatore del mondo, addormentato in una bara. Una profezia anticipa la venuta di Rigor e compagni predicendo il risveglio del creatore. Non è d'accordo l'attuale gran sacerdote che è deciso a non far avverare la profezia, cercando di uccidere il gruppo. Tuttavia la grande energia magica che pervade il mondo rende il Rigor "instabile" fino a farlo esplodere nel cielo. Esplosione che causerà il risveglio del mago e il ritorno alla realtà. - Kadath la città sospesa nel vuoto Mentre l'elfa e il generale imperiale si alleano e si apprestano a invadere Kragmortha il gruppo di Rigor è all'interno della bolla creata dall'eccentrico e sociopatico scienziato dell'equipaggio. Il mondo è una distesa di picchi e crepacci isolati e collegati tra loro da impervi sentieri o ponti sospesi sul vuoto. Inoltre il tutto è permeato da una potentissima aura di sfortuna. Nonostante Rigor abbia preparato degli amuleti per contrastare questo effetto Romolo perde il suo e il gruppo deve sopravvivere a incidenti più o meno grossi, oltre all'incontro con dei giganti di roccia. Si salveranno ma solo per essere poi catturati e portati nel tempio in cui, le sacerdotesse della dea della neutralità, stanno cercando di curare la fonte della sfortuna (lo scienziato) e custodiscono la gemella psicopatica di Kyuss: Noyuss. All'interno del tempio però l'aura "sfortuna" è annullata e Rigor può usare le magie senza il rischio che non funzionino. La bolla viene quindi distrutta facendo cozzare le due gemelle tra di loro. Nel frattempo però l'elfa ha sferrato il suo attacco e Kragmortha è terra di battaglia. Il gruppo riesce a mettersi in contatto con al resistenza, scoprendo che tutti i maghi sono stati fatti sparire. Questo per ridurre al minimo le possibilità che possano bandire dal mondo l'elfa, usando il potere delle rune basiche. L'accampamento della resistenza viene attaccato. L'elfa ha dalla sua parte gli orchi e i non morti creati dalla regina del deserto con cui ha stretto accordi. Tutti nemici di vecchia data di Rigor. Il mago perde letteralmente la testa, che viene separata dal corpo (la testa di Rigor fluttua senza avere un collo) durante le fasi più concitate dello scontro. Il teschio del mago viene portato all'interno della bolla dell'elfa, per trovarne l'entrata e preparare un piano passa un anno, nel quale Kragmortha cade sempre più sotto il gioco dell'elfa. I nemici del regime vengono deportati in campi di sterminio. Cav, Kira e Romolo partono quindi per salvare il Rigor, ma ad attenderli fuori dal passaggio segreto che percorrono trovano l'elfa e la faraona (che ne approfitta per rubare ancora un po' di energia vitale all'elfo, facendogli diventare i capelli bianchi). Vengono quindi messi in cella per essere giustiziati davanti alla popolazione, ma vengono liberati dal mago del gruppo di orchi. Il generale dell'impero nel frattempo però scopre che il vero fine dell'elfa e lo sterminio della razza umana e le si rivolta contro, morendo per mano sua. Romolo e il mago orco riescono a resuscitare il Rigor, ma quando questi riesci a imporre la runa sull'elfa l'incantesimo non funziona: sono ancora all'interno della bolla dell'elfa ed è lei a controllare gli eventi. L'elfa tuttavia si piegherà alla volontà della Madre Gea (la dea degli elfi Drill), che aveva preso il controllo del mago orco, nel momento in cui le rivelerà che quello che sta facendo non è quello che lei vuole e che ha trasceso i suoi desideri. | |
| Il grande ingranaggio                 | Una squadra di sei elementi (un mago, un'elfa, un nano, un rappresentante dell'impero, uno scienziato e il capitano ) scende con un sottomarino fino all'origine del Kellinon, un maelstrom di energia pura negli abissi di Kragmortha. L'elfa a bordo aziona all'improvviso il siluro di bordo per evitare che tale energia venga manipolata dai compagni. L'impatto che ne scaturisce crea una enorme onda di energia che disintegra gli occupanti e sale oltre l'orbita, investendo la nave su cui erano intrappolati Rigor e compagni da oltre due mesi. Quello che li attende a terra però è un mondo vuoto. Tutti gli esseri viventi sono spariti: il Kellinon ha isolato i componenti del sottomarino in cinque differenti bolle. Tuttavia questi sono riusciti a manipolarle trasformando queste bolle nell'unica realtà esistente. Al comandante della spedizione è stato invece dato il compito di trovare qualcuno che possa riportare il tutto alla normalità. Occorre entrare in ognuna di queste bolle e convincerne il padrone a "romperla". - MEKKANICA La prima bolla è quella creata dal nano. Una realtà in cui tutto è regolato e preciso, in cui lo scopo finale è continuare a far funzionare "il grande ingranaggio" che è il mondo stesso in cui si vive. Il più piccolo errore è punito in modo esemplare e il gruppo è immediatamente messo ai lavori forzati, costretto a pulire un enorme ingranaggio. All'interno di Mekkanika però si trovano anche due succubi dell'inframondo che, annoiate, permetteranno al gruppo di fuggire grazie ai danni causati. Trovato il nano basteranno poche parole del capitano per convincerlo a tornare alla vera realtà. - Kadath la città sospesa nel vuoto Dopo aver rotto la prima delle bolle di realtà, Rigor si rinchiude in una torre a studiare gli eventi. Gli altri nel frattempo esplorano Kragmortha, leggermente ripopolatasi. Le notizie non sono buone in quanto sembra che da una delle bolle di realtà si stia per preparare un'invasione. Nel frattempo però il Rigor e il capitano hanno identificato il punto di accesso alla seconda bolla: quella creata dal mago. Una città sospesa nel cielo dove due sette religiose vegliano sul creatore del mondo, addormentato in una bara. Una profezia anticipa la venuta di Rigor e compagni predicendo il risveglio del creatore. Non è d'accordo l'attuale gran sacerdote che è deciso a non far avverare la profezia, cercando di uccidere il gruppo. Tuttavia la grande energia magica che pervade il mondo rende il Rigor "instabile" fino a farlo esplodere nel cielo. Esplosione che causerà il risveglio del mago e il ritorno alla realtà. - Kadath la città sospesa nel vuoto Mentre l'elfa e il generale imperiale si alleano e si apprestano a invadere Kragmortha il gruppo di Rigor è all'interno della bolla creata dall'eccentrico e sociopatico scienziato dell'equipaggio. Il mondo è una distesa di picchi e crepacci isolati e collegati tra loro da impervi sentieri o ponti sospesi sul vuoto. Inoltre il tutto è permeato da una potentissima aura di sfortuna. Nonostante Rigor abbia preparato degli amuleti per contrastare questo effetto Romolo perde il suo e il gruppo deve sopravvivere a incidenti più o meno grossi, oltre all'incontro con dei giganti di roccia. Si salveranno ma solo per essere poi catturati e portati nel tempio in cui, le sacerdotesse della dea della neutralità, stanno cercando di curare la fonte della sfortuna (lo scienziato) e custodiscono la gemella psicopatica di Kyuss: Noyuss. All'interno del tempio però l'aura "sfortuna" è annullata e Rigor può usare le magie senza il rischio che non funzionino. La bolla viene quindi distrutta facendo cozzare le due gemelle tra di loro. Nel frattempo però l'elfa ha sferrato il suo attacco e Kragmortha è terra di battaglia. Il gruppo riesce a mettersi in contatto con al resistenza, scoprendo che tutti i maghi sono stati fatti sparire. Questo per ridurre al minimo le possibilità che possano bandire dal mondo l'elfa, usando il potere delle rune basiche. L'accampamento della resistenza viene attaccato. L'elfa ha dalla sua parte gli orchi e i non morti creati dalla regina del deserto con cui ha stretto accordi. Tutti nemici di vecchia data di Rigor. Il mago perde letteralmente la testa, che viene separata dal corpo (la testa di Rigor fluttua senza avere un collo) durante le fasi più concitate dello scontro. Il teschio del mago viene portato all'interno della bolla dell'elfa, per trovarne l'entrata e preparare un piano passa un anno, nel quale Kragmortha cade sempre più sotto il gioco dell'elfa. I nemici del regime vengono deportati in campi di sterminio. Cav, Kira e Romolo partono quindi per salvare il Rigor, ma ad attenderli fuori dal passaggio segreto che percorrono trovano l'elfa e la faraona (che ne approfitta per rubare ancora un po' di energia vitale all'elfo, facendogli diventare i capelli bianchi). Vengono quindi messi in cella per essere giustiziati davanti alla popolazione, ma vengono liberati dal mago del gruppo di orchi. Il generale dell'impero nel frattempo però scopre che il vero fine dell'elfa e lo sterminio della razza umana e le si rivolta contro, morendo per mano sua. Romolo e il mago orco riescono a resuscitare il Rigor, ma quando questi riesci a imporre la runa sull'elfa l'incantesimo non funziona: sono ancora all'interno della bolla dell'elfa ed è lei a controllare gli eventi. L'elfa tuttavia si piegherà alla volontà della Madre Gea (la dea degli elfi Drill), che aveva preso il controllo del mago orco, nel momento in cui le rivelerà che quello che sta facendo non è quello che lei vuole e che ha trasceso i suoi desideri. | |
| La prima chiave: Guenzor Barbatreccia | Una squadra di sei elementi (un mago, un'elfa, un nano, un rappresentante dell'impero, uno scienziato e il capitano ) scende con un sottomarino fino all'origine del Kellinon, un maelstrom di energia pura negli abissi di Kragmortha. L'elfa a bordo aziona all'improvviso il siluro di bordo per evitare che tale energia venga manipolata dai compagni. L'impatto che ne scaturisce crea una enorme onda di energia che disintegra gli occupanti e sale oltre l'orbita, investendo la nave su cui erano intrappolati Rigor e compagni da oltre due mesi. Quello che li attende a terra però è un mondo vuoto. Tutti gli esseri viventi sono spariti: il Kellinon ha isolato i componenti del sottomarino in cinque differenti bolle. Tuttavia questi sono riusciti a manipolarle trasformando queste bolle nell'unica realtà esistente. Al comandante della spedizione è stato invece dato il compito di trovare qualcuno che possa riportare il tutto alla normalità. Occorre entrare in ognuna di queste bolle e convincerne il padrone a "romperla". - MEKKANICA La prima bolla è quella creata dal nano. Una realtà in cui tutto è regolato e preciso, in cui lo scopo finale è continuare a far funzionare "il grande ingranaggio" che è il mondo stesso in cui si vive. Il più piccolo errore è punito in modo esemplare e il gruppo è immediatamente messo ai lavori forzati, costretto a pulire un enorme ingranaggio. All'interno di Mekkanika però si trovano anche due succubi dell'inframondo che, annoiate, permetteranno al gruppo di fuggire grazie ai danni causati. Trovato il nano basteranno poche parole del capitano per convincerlo a tornare alla vera realtà. - Kadath la città sospesa nel vuoto Dopo aver rotto la prima delle bolle di realtà, Rigor si rinchiude in una torre a studiare gli eventi. Gli altri nel frattempo esplorano Kragmortha, leggermente ripopolatasi. Le notizie non sono buone in quanto sembra che da una delle bolle di realtà si stia per preparare un'invasione. Nel frattempo però il Rigor e il capitano hanno identificato il punto di accesso alla seconda bolla: quella creata dal mago. Una città sospesa nel cielo dove due sette religiose vegliano sul creatore del mondo, addormentato in una bara. Una profezia anticipa la venuta di Rigor e compagni predicendo il risveglio del creatore. Non è d'accordo l'attuale gran sacerdote che è deciso a non far avverare la profezia, cercando di uccidere il gruppo. Tuttavia la grande energia magica che pervade il mondo rende il Rigor "instabile" fino a farlo esplodere nel cielo. Esplosione che causerà il risveglio del mago e il ritorno alla realtà. - Kadath la città sospesa nel vuoto Mentre l'elfa e il generale imperiale si alleano e si apprestano a invadere Kragmortha il gruppo di Rigor è all'interno della bolla creata dall'eccentrico e sociopatico scienziato dell'equipaggio. Il mondo è una distesa di picchi e crepacci isolati e collegati tra loro da impervi sentieri o ponti sospesi sul vuoto. Inoltre il tutto è permeato da una potentissima aura di sfortuna. Nonostante Rigor abbia preparato degli amuleti per contrastare questo effetto Romolo perde il suo e il gruppo deve sopravvivere a incidenti più o meno grossi, oltre all'incontro con dei giganti di roccia. Si salveranno ma solo per essere poi catturati e portati nel tempio in cui, le sacerdotesse della dea della neutralità, stanno cercando di curare la fonte della sfortuna (lo scienziato) e custodiscono la gemella psicopatica di Kyuss: Noyuss. All'interno del tempio però l'aura "sfortuna" è annullata e Rigor può usare le magie senza il rischio che non funzionino. La bolla viene quindi distrutta facendo cozzare le due gemelle tra di loro. Nel frattempo però l'elfa ha sferrato il suo attacco e Kragmortha è terra di battaglia. Il gruppo riesce a mettersi in contatto con al resistenza, scoprendo che tutti i maghi sono stati fatti sparire. Questo per ridurre al minimo le possibilità che possano bandire dal mondo l'elfa, usando il potere delle rune basiche. L'accampamento della resistenza viene attaccato. L'elfa ha dalla sua parte gli orchi e i non morti creati dalla regina del deserto con cui ha stretto accordi. Tutti nemici di vecchia data di Rigor. Il mago perde letteralmente la testa, che viene separata dal corpo (la testa di Rigor fluttua senza avere un collo) durante le fasi più concitate dello scontro. Il teschio del mago viene portato all'interno della bolla dell'elfa, per trovarne l'entrata e preparare un piano passa un anno, nel quale Kragmortha cade sempre più sotto il gioco dell'elfa. I nemici del regime vengono deportati in campi di sterminio. Cav, Kira e Romolo partono quindi per salvare il Rigor, ma ad attenderli fuori dal passaggio segreto che percorrono trovano l'elfa e la faraona (che ne approfitta per rubare ancora un po' di energia vitale all'elfo, facendogli diventare i capelli bianchi). Vengono quindi messi in cella per essere giustiziati davanti alla popolazione, ma vengono liberati dal mago del gruppo di orchi. Il generale dell'impero nel frattempo però scopre che il vero fine dell'elfa e lo sterminio della razza umana e le si rivolta contro, morendo per mano sua. Romolo e il mago orco riescono a resuscitare il Rigor, ma quando questi riesci a imporre la runa sull'elfa l'incantesimo non funziona: sono ancora all'interno della bolla dell'elfa ed è lei a controllare gli eventi. L'elfa tuttavia si piegherà alla volontà della Madre Gea (la dea degli elfi Drill), che aveva preso il controllo del mago orco, nel momento in cui le rivelerà che quello che sta facendo non è quello che lei vuole e che ha trasceso i suoi desideri. | |
| La Profezia                           | Una squadra di sei elementi (un mago, un'elfa, un nano, un rappresentante dell'impero, uno scienziato e il capitano ) scende con un sottomarino fino all'origine del Kellinon, un maelstrom di energia pura negli abissi di Kragmortha. L'elfa a bordo aziona all'improvviso il siluro di bordo per evitare che tale energia venga manipolata dai compagni. L'impatto che ne scaturisce crea una enorme onda di energia che disintegra gli occupanti e sale oltre l'orbita, investendo la nave su cui erano intrappolati Rigor e compagni da oltre due mesi. Quello che li attende a terra però è un mondo vuoto. Tutti gli esseri viventi sono spariti: il Kellinon ha isolato i componenti del sottomarino in cinque differenti bolle. Tuttavia questi sono riusciti a manipolarle trasformando queste bolle nell'unica realtà esistente. Al comandante della spedizione è stato invece dato il compito di trovare qualcuno che possa riportare il tutto alla normalità. Occorre entrare in ognuna di queste bolle e convincerne il padrone a "romperla". - MEKKANICA La prima bolla è quella creata dal nano. Una realtà in cui tutto è regolato e preciso, in cui lo scopo finale è continuare a far funzionare "il grande ingranaggio" che è il mondo stesso in cui si vive. Il più piccolo errore è punito in modo esemplare e il gruppo è immediatamente messo ai lavori forzati, costretto a pulire un enorme ingranaggio. All'interno di Mekkanika però si trovano anche due succubi dell'inframondo che, annoiate, permetteranno al gruppo di fuggire grazie ai danni causati. Trovato il nano basteranno poche parole del capitano per convincerlo a tornare alla vera realtà. - Kadath la città sospesa nel vuoto Dopo aver rotto la prima delle bolle di realtà, Rigor si rinchiude in una torre a studiare gli eventi. Gli altri nel frattempo esplorano Kragmortha, leggermente ripopolatasi. Le notizie non sono buone in quanto sembra che da una delle bolle di realtà si stia per preparare un'invasione. Nel frattempo però il Rigor e il capitano hanno identificato il punto di accesso alla seconda bolla: quella creata dal mago. Una città sospesa nel cielo dove due sette religiose vegliano sul creatore del mondo, addormentato in una bara. Una profezia anticipa la venuta di Rigor e compagni predicendo il risveglio del creatore. Non è d'accordo l'attuale gran sacerdote che è deciso a non far avverare la profezia, cercando di uccidere il gruppo. Tuttavia la grande energia magica che pervade il mondo rende il Rigor "instabile" fino a farlo esplodere nel cielo. Esplosione che causerà il risveglio del mago e il ritorno alla realtà. - Kadath la città sospesa nel vuoto Mentre l'elfa e il generale imperiale si alleano e si apprestano a invadere Kragmortha il gruppo di Rigor è all'interno della bolla creata dall'eccentrico e sociopatico scienziato dell'equipaggio. Il mondo è una distesa di picchi e crepacci isolati e collegati tra loro da impervi sentieri o ponti sospesi sul vuoto. Inoltre il tutto è permeato da una potentissima aura di sfortuna. Nonostante Rigor abbia preparato degli amuleti per contrastare questo effetto Romolo perde il suo e il gruppo deve sopravvivere a incidenti più o meno grossi, oltre all'incontro con dei giganti di roccia. Si salveranno ma solo per essere poi catturati e portati nel tempio in cui, le sacerdotesse della dea della neutralità, stanno cercando di curare la fonte della sfortuna (lo scienziato) e custodiscono la gemella psicopatica di Kyuss: Noyuss. All'interno del tempio però l'aura "sfortuna" è annullata e Rigor può usare le magie senza il rischio che non funzionino. La bolla viene quindi distrutta facendo cozzare le due gemelle tra di loro. Nel frattempo però l'elfa ha sferrato il suo attacco e Kragmortha è terra di battaglia. Il gruppo riesce a mettersi in contatto con al resistenza, scoprendo che tutti i maghi sono stati fatti sparire. Questo per ridurre al minimo le possibilità che possano bandire dal mondo l'elfa, usando il potere delle rune basiche. L'accampamento della resistenza viene attaccato. L'elfa ha dalla sua parte gli orchi e i non morti creati dalla regina del deserto con cui ha stretto accordi. Tutti nemici di vecchia data di Rigor. Il mago perde letteralmente la testa, che viene separata dal corpo (la testa di Rigor fluttua senza avere un collo) durante le fasi più concitate dello scontro. Il teschio del mago viene portato all'interno della bolla dell'elfa, per trovarne l'entrata e preparare un piano passa un anno, nel quale Kragmortha cade sempre più sotto il gioco dell'elfa. I nemici del regime vengono deportati in campi di sterminio. Cav, Kira e Romolo partono quindi per salvare il Rigor, ma ad attenderli fuori dal passaggio segreto che percorrono trovano l'elfa e la faraona (che ne approfitta per rubare ancora un po' di energia vitale all'elfo, facendogli diventare i capelli bianchi). Vengono quindi messi in cella per essere giustiziati davanti alla popolazione, ma vengono liberati dal mago del gruppo di orchi. Il generale dell'impero nel frattempo però scopre che il vero fine dell'elfa e lo sterminio della razza umana e le si rivolta contro, morendo per mano sua. Romolo e il mago orco riescono a resuscitare il Rigor, ma quando questi riesci a imporre la runa sull'elfa l'incantesimo non funziona: sono ancora all'interno della bolla dell'elfa ed è lei a controllare gli eventi. L'elfa tuttavia si piegherà alla volontà della Madre Gea (la dea degli elfi Drill), che aveva preso il controllo del mago orco, nel momento in cui le rivelerà che quello che sta facendo non è quello che lei vuole e che ha trasceso i suoi desideri. | |
| Il risveglio del dio dormiente        | Una squadra di sei elementi (un mago, un'elfa, un nano, un rappresentante dell'impero, uno scienziato e il capitano ) scende con un sottomarino fino all'origine del Kellinon, un maelstrom di energia pura negli abissi di Kragmortha. L'elfa a bordo aziona all'improvviso il siluro di bordo per evitare che tale energia venga manipolata dai compagni. L'impatto che ne scaturisce crea una enorme onda di energia che disintegra gli occupanti e sale oltre l'orbita, investendo la nave su cui erano intrappolati Rigor e compagni da oltre due mesi. Quello che li attende a terra però è un mondo vuoto. Tutti gli esseri viventi sono spariti: il Kellinon ha isolato i componenti del sottomarino in cinque differenti bolle. Tuttavia questi sono riusciti a manipolarle trasformando queste bolle nell'unica realtà esistente. Al comandante della spedizione è stato invece dato il compito di trovare qualcuno che possa riportare il tutto alla normalità. Occorre entrare in ognuna di queste bolle e convincerne il padrone a "romperla". - MEKKANICA La prima bolla è quella creata dal nano. Una realtà in cui tutto è regolato e preciso, in cui lo scopo finale è continuare a far funzionare "il grande ingranaggio" che è il mondo stesso in cui si vive. Il più piccolo errore è punito in modo esemplare e il gruppo è immediatamente messo ai lavori forzati, costretto a pulire un enorme ingranaggio. All'interno di Mekkanika però si trovano anche due succubi dell'inframondo che, annoiate, permetteranno al gruppo di fuggire grazie ai danni causati. Trovato il nano basteranno poche parole del capitano per convincerlo a tornare alla vera realtà. - Kadath la città sospesa nel vuoto Dopo aver rotto la prima delle bolle di realtà, Rigor si rinchiude in una torre a studiare gli eventi. Gli altri nel frattempo esplorano Kragmortha, leggermente ripopolatasi. Le notizie non sono buone in quanto sembra che da una delle bolle di realtà si stia per preparare un'invasione. Nel frattempo però il Rigor e il capitano hanno identificato il punto di accesso alla seconda bolla: quella creata dal mago. Una città sospesa nel cielo dove due sette religiose vegliano sul creatore del mondo, addormentato in una bara. Una profezia anticipa la venuta di Rigor e compagni predicendo il risveglio del creatore. Non è d'accordo l'attuale gran sacerdote che è deciso a non far avverare la profezia, cercando di uccidere il gruppo. Tuttavia la grande energia magica che pervade il mondo rende il Rigor "instabile" fino a farlo esplodere nel cielo. Esplosione che causerà il risveglio del mago e il ritorno alla realtà. - Kadath la città sospesa nel vuoto Mentre l'elfa e il generale imperiale si alleano e si apprestano a invadere Kragmortha il gruppo di Rigor è all'interno della bolla creata dall'eccentrico e sociopatico scienziato dell'equipaggio. Il mondo è una distesa di picchi e crepacci isolati e collegati tra loro da impervi sentieri o ponti sospesi sul vuoto. Inoltre il tutto è permeato da una potentissima aura di sfortuna. Nonostante Rigor abbia preparato degli amuleti per contrastare questo effetto Romolo perde il suo e il gruppo deve sopravvivere a incidenti più o meno grossi, oltre all'incontro con dei giganti di roccia. Si salveranno ma solo per essere poi catturati e portati nel tempio in cui, le sacerdotesse della dea della neutralità, stanno cercando di curare la fonte della sfortuna (lo scienziato) e custodiscono la gemella psicopatica di Kyuss: Noyuss. All'interno del tempio però l'aura "sfortuna" è annullata e Rigor può usare le magie senza il rischio che non funzionino. La bolla viene quindi distrutta facendo cozzare le due gemelle tra di loro. Nel frattempo però l'elfa ha sferrato il suo attacco e Kragmortha è terra di battaglia. Il gruppo riesce a mettersi in contatto con al resistenza, scoprendo che tutti i maghi sono stati fatti sparire. Questo per ridurre al minimo le possibilità che possano bandire dal mondo l'elfa, usando il potere delle rune basiche. L'accampamento della resistenza viene attaccato. L'elfa ha dalla sua parte gli orchi e i non morti creati dalla regina del deserto con cui ha stretto accordi. Tutti nemici di vecchia data di Rigor. Il mago perde letteralmente la testa, che viene separata dal corpo (la testa di Rigor fluttua senza avere un collo) durante le fasi più concitate dello scontro. Il teschio del mago viene portato all'interno della bolla dell'elfa, per trovarne l'entrata e preparare un piano passa un anno, nel quale Kragmortha cade sempre più sotto il gioco dell'elfa. I nemici del regime vengono deportati in campi di sterminio. Cav, Kira e Romolo partono quindi per salvare il Rigor, ma ad attenderli fuori dal passaggio segreto che percorrono trovano l'elfa e la faraona (che ne approfitta per rubare ancora un po' di energia vitale all'elfo, facendogli diventare i capelli bianchi). Vengono quindi messi in cella per essere giustiziati davanti alla popolazione, ma vengono liberati dal mago del gruppo di orchi. Il generale dell'impero nel frattempo però scopre che il vero fine dell'elfa e lo sterminio della razza umana e le si rivolta contro, morendo per mano sua. Romolo e il mago orco riescono a resuscitare il Rigor, ma quando questi riesci a imporre la runa sull'elfa l'incantesimo non funziona: sono ancora all'interno della bolla dell'elfa ed è lei a controllare gli eventi. L'elfa tuttavia si piegherà alla volontà della Madre Gea (la dea degli elfi Drill), che aveva preso il controllo del mago orco, nel momento in cui le rivelerà che quello che sta facendo non è quello che lei vuole e che ha trasceso i suoi desideri. | |
| 656                                   | Una squadra di sei elementi (un mago, un'elfa, un nano, un rappresentante dell'impero, uno scienziato e il capitano ) scende con un sottomarino fino all'origine del Kellinon, un maelstrom di energia pura negli abissi di Kragmortha. L'elfa a bordo aziona all'improvviso il siluro di bordo per evitare che tale energia venga manipolata dai compagni. L'impatto che ne scaturisce crea una enorme onda di energia che disintegra gli occupanti e sale oltre l'orbita, investendo la nave su cui erano intrappolati Rigor e compagni da oltre due mesi. Quello che li attende a terra però è un mondo vuoto. Tutti gli esseri viventi sono spariti: il Kellinon ha isolato i componenti del sottomarino in cinque differenti bolle. Tuttavia questi sono riusciti a manipolarle trasformando queste bolle nell'unica realtà esistente. Al comandante della spedizione è stato invece dato il compito di trovare qualcuno che possa riportare il tutto alla normalità. Occorre entrare in ognuna di queste bolle e convincerne il padrone a "romperla". - MEKKANICA La prima bolla è quella creata dal nano. Una realtà in cui tutto è regolato e preciso, in cui lo scopo finale è continuare a far funzionare "il grande ingranaggio" che è il mondo stesso in cui si vive. Il più piccolo errore è punito in modo esemplare e il gruppo è immediatamente messo ai lavori forzati, costretto a pulire un enorme ingranaggio. All'interno di Mekkanika però si trovano anche due succubi dell'inframondo che, annoiate, permetteranno al gruppo di fuggire grazie ai danni causati. Trovato il nano basteranno poche parole del capitano per convincerlo a tornare alla vera realtà. - Kadath la città sospesa nel vuoto Dopo aver rotto la prima delle bolle di realtà, Rigor si rinchiude in una torre a studiare gli eventi. Gli altri nel frattempo esplorano Kragmortha, leggermente ripopolatasi. Le notizie non sono buone in quanto sembra che da una delle bolle di realtà si stia per preparare un'invasione. Nel frattempo però il Rigor e il capitano hanno identificato il punto di accesso alla seconda bolla: quella creata dal mago. Una città sospesa nel cielo dove due sette religiose vegliano sul creatore del mondo, addormentato in una bara. Una profezia anticipa la venuta di Rigor e compagni predicendo il risveglio del creatore. Non è d'accordo l'attuale gran sacerdote che è deciso a non far avverare la profezia, cercando di uccidere il gruppo. Tuttavia la grande energia magica che pervade il mondo rende il Rigor "instabile" fino a farlo esplodere nel cielo. Esplosione che causerà il risveglio del mago e il ritorno alla realtà. - Kadath la città sospesa nel vuoto Mentre l'elfa e il generale imperiale si alleano e si apprestano a invadere Kragmortha il gruppo di Rigor è all'interno della bolla creata dall'eccentrico e sociopatico scienziato dell'equipaggio. Il mondo è una distesa di picchi e crepacci isolati e collegati tra loro da impervi sentieri o ponti sospesi sul vuoto. Inoltre il tutto è permeato da una potentissima aura di sfortuna. Nonostante Rigor abbia preparato degli amuleti per contrastare questo effetto Romolo perde il suo e il gruppo deve sopravvivere a incidenti più o meno grossi, oltre all'incontro con dei giganti di roccia. Si salveranno ma solo per essere poi catturati e portati nel tempio in cui, le sacerdotesse della dea della neutralità, stanno cercando di curare la fonte della sfortuna (lo scienziato) e custodiscono la gemella psicopatica di Kyuss: Noyuss. All'interno del tempio però l'aura "sfortuna" è annullata e Rigor può usare le magie senza il rischio che non funzionino. La bolla viene quindi distrutta facendo cozzare le due gemelle tra di loro. Nel frattempo però l'elfa ha sferrato il suo attacco e Kragmortha è terra di battaglia. Il gruppo riesce a mettersi in contatto con al resistenza, scoprendo che tutti i maghi sono stati fatti sparire. Questo per ridurre al minimo le possibilità che possano bandire dal mondo l'elfa, usando il potere delle rune basiche. L'accampamento della resistenza viene attaccato. L'elfa ha dalla sua parte gli orchi e i non morti creati dalla regina del deserto con cui ha stretto accordi. Tutti nemici di vecchia data di Rigor. Il mago perde letteralmente la testa, che viene separata dal corpo (la testa di Rigor fluttua senza avere un collo) durante le fasi più concitate dello scontro. Il teschio del mago viene portato all'interno della bolla dell'elfa, per trovarne l'entrata e preparare un piano passa un anno, nel quale Kragmortha cade sempre più sotto il gioco dell'elfa. I nemici del regime vengono deportati in campi di sterminio. Cav, Kira e Romolo partono quindi per salvare il Rigor, ma ad attenderli fuori dal passaggio segreto che percorrono trovano l'elfa e la faraona (che ne approfitta per rubare ancora un po' di energia vitale all'elfo, facendogli diventare i capelli bianchi). Vengono quindi messi in cella per essere giustiziati davanti alla popolazione, ma vengono liberati dal mago del gruppo di orchi. Il generale dell'impero nel frattempo però scopre che il vero fine dell'elfa e lo sterminio della razza umana e le si rivolta contro, morendo per mano sua. Romolo e il mago orco riescono a resuscitare il Rigor, ma quando questi riesci a imporre la runa sull'elfa l'incantesimo non funziona: sono ancora all'interno della bolla dell'elfa ed è lei a controllare gli eventi. L'elfa tuttavia si piegherà alla volontà della Madre Gea (la dea degli elfi Drill), che aveva preso il controllo del mago orco, nel momento in cui le rivelerà che quello che sta facendo non è quello che lei vuole e che ha trasceso i suoi desideri. | La terra senza fondo |
| 656                                   | Una squadra di sei elementi (un mago, un'elfa, un nano, un rappresentante dell'impero, uno scienziato e il capitano ) scende con un sottomarino fino all'origine del Kellinon, un maelstrom di energia pura negli abissi di Kragmortha. L'elfa a bordo aziona all'improvviso il siluro di bordo per evitare che tale energia venga manipolata dai compagni. L'impatto che ne scaturisce crea una enorme onda di energia che disintegra gli occupanti e sale oltre l'orbita, investendo la nave su cui erano intrappolati Rigor e compagni da oltre due mesi. Quello che li attende a terra però è un mondo vuoto. Tutti gli esseri viventi sono spariti: il Kellinon ha isolato i componenti del sottomarino in cinque differenti bolle. Tuttavia questi sono riusciti a manipolarle trasformando queste bolle nell'unica realtà esistente. Al comandante della spedizione è stato invece dato il compito di trovare qualcuno che possa riportare il tutto alla normalità. Occorre entrare in ognuna di queste bolle e convincerne il padrone a "romperla". - MEKKANICA La prima bolla è quella creata dal nano. Una realtà in cui tutto è regolato e preciso, in cui lo scopo finale è continuare a far funzionare "il grande ingranaggio" che è il mondo stesso in cui si vive. Il più piccolo errore è punito in modo esemplare e il gruppo è immediatamente messo ai lavori forzati, costretto a pulire un enorme ingranaggio. All'interno di Mekkanika però si trovano anche due succubi dell'inframondo che, annoiate, permetteranno al gruppo di fuggire grazie ai danni causati. Trovato il nano basteranno poche parole del capitano per convincerlo a tornare alla vera realtà. - Kadath la città sospesa nel vuoto Dopo aver rotto la prima delle bolle di realtà, Rigor si rinchiude in una torre a studiare gli eventi. Gli altri nel frattempo esplorano Kragmortha, leggermente ripopolatasi. Le notizie non sono buone in quanto sembra che da una delle bolle di realtà si stia per preparare un'invasione. Nel frattempo però il Rigor e il capitano hanno identificato il punto di accesso alla seconda bolla: quella creata dal mago. Una città sospesa nel cielo dove due sette religiose vegliano sul creatore del mondo, addormentato in una bara. Una profezia anticipa la venuta di Rigor e compagni predicendo il risveglio del creatore. Non è d'accordo l'attuale gran sacerdote che è deciso a non far avverare la profezia, cercando di uccidere il gruppo. Tuttavia la grande energia magica che pervade il mondo rende il Rigor "instabile" fino a farlo esplodere nel cielo. Esplosione che causerà il risveglio del mago e il ritorno alla realtà. - Kadath la città sospesa nel vuoto Mentre l'elfa e il generale imperiale si alleano e si apprestano a invadere Kragmortha il gruppo di Rigor è all'interno della bolla creata dall'eccentrico e sociopatico scienziato dell'equipaggio. Il mondo è una distesa di picchi e crepacci isolati e collegati tra loro da impervi sentieri o ponti sospesi sul vuoto. Inoltre il tutto è permeato da una potentissima aura di sfortuna. Nonostante Rigor abbia preparato degli amuleti per contrastare questo effetto Romolo perde il suo e il gruppo deve sopravvivere a incidenti più o meno grossi, oltre all'incontro con dei giganti di roccia. Si salveranno ma solo per essere poi catturati e portati nel tempio in cui, le sacerdotesse della dea della neutralità, stanno cercando di curare la fonte della sfortuna (lo scienziato) e custodiscono la gemella psicopatica di Kyuss: Noyuss. All'interno del tempio però l'aura "sfortuna" è annullata e Rigor può usare le magie senza il rischio che non funzionino. La bolla viene quindi distrutta facendo cozzare le due gemelle tra di loro. Nel frattempo però l'elfa ha sferrato il suo attacco e Kragmortha è terra di battaglia. Il gruppo riesce a mettersi in contatto con al resistenza, scoprendo che tutti i maghi sono stati fatti sparire. Questo per ridurre al minimo le possibilità che possano bandire dal mondo l'elfa, usando il potere delle rune basiche. L'accampamento della resistenza viene attaccato. L'elfa ha dalla sua parte gli orchi e i non morti creati dalla regina del deserto con cui ha stretto accordi. Tutti nemici di vecchia data di Rigor. Il mago perde letteralmente la testa, che viene separata dal corpo (la testa di Rigor fluttua senza avere un collo) durante le fasi più concitate dello scontro. Il teschio del mago viene portato all'interno della bolla dell'elfa, per trovarne l'entrata e preparare un piano passa un anno, nel quale Kragmortha cade sempre più sotto il gioco dell'elfa. I nemici del regime vengono deportati in campi di sterminio. Cav, Kira e Romolo partono quindi per salvare il Rigor, ma ad attenderli fuori dal passaggio segreto che percorrono trovano l'elfa e la faraona (che ne approfitta per rubare ancora un po' di energia vitale all'elfo, facendogli diventare i capelli bianchi). Vengono quindi messi in cella per essere giustiziati davanti alla popolazione, ma vengono liberati dal mago del gruppo di orchi. Il generale dell'impero nel frattempo però scopre che il vero fine dell'elfa e lo sterminio della razza umana e le si rivolta contro, morendo per mano sua. Romolo e il mago orco riescono a resuscitare il Rigor, ma quando questi riesci a imporre la runa sull'elfa l'incantesimo non funziona: sono ancora all'interno della bolla dell'elfa ed è lei a controllare gli eventi. L'elfa tuttavia si piegherà alla volontà della Madre Gea (la dea degli elfi Drill), che aveva preso il controllo del mago orco, nel momento in cui le rivelerà che quello che sta facendo non è quello che lei vuole e che ha trasceso i suoi desideri. | La gemella |
| 656                                   | Una squadra di sei elementi (un mago, un'elfa, un nano, un rappresentante dell'impero, uno scienziato e il capitano ) scende con un sottomarino fino all'origine del Kellinon, un maelstrom di energia pura negli abissi di Kragmortha. L'elfa a bordo aziona all'improvviso il siluro di bordo per evitare che tale energia venga manipolata dai compagni. L'impatto che ne scaturisce crea una enorme onda di energia che disintegra gli occupanti e sale oltre l'orbita, investendo la nave su cui erano intrappolati Rigor e compagni da oltre due mesi. Quello che li attende a terra però è un mondo vuoto. Tutti gli esseri viventi sono spariti: il Kellinon ha isolato i componenti del sottomarino in cinque differenti bolle. Tuttavia questi sono riusciti a manipolarle trasformando queste bolle nell'unica realtà esistente. Al comandante della spedizione è stato invece dato il compito di trovare qualcuno che possa riportare il tutto alla normalità. Occorre entrare in ognuna di queste bolle e convincerne il padrone a "romperla". - MEKKANICA La prima bolla è quella creata dal nano. Una realtà in cui tutto è regolato e preciso, in cui lo scopo finale è continuare a far funzionare "il grande ingranaggio" che è il mondo stesso in cui si vive. Il più piccolo errore è punito in modo esemplare e il gruppo è immediatamente messo ai lavori forzati, costretto a pulire un enorme ingranaggio. All'interno di Mekkanika però si trovano anche due succubi dell'inframondo che, annoiate, permetteranno al gruppo di fuggire grazie ai danni causati. Trovato il nano basteranno poche parole del capitano per convincerlo a tornare alla vera realtà. - Kadath la città sospesa nel vuoto Dopo aver rotto la prima delle bolle di realtà, Rigor si rinchiude in una torre a studiare gli eventi. Gli altri nel frattempo esplorano Kragmortha, leggermente ripopolatasi. Le notizie non sono buone in quanto sembra che da una delle bolle di realtà si stia per preparare un'invasione. Nel frattempo però il Rigor e il capitano hanno identificato il punto di accesso alla seconda bolla: quella creata dal mago. Una città sospesa nel cielo dove due sette religiose vegliano sul creatore del mondo, addormentato in una bara. Una profezia anticipa la venuta di Rigor e compagni predicendo il risveglio del creatore. Non è d'accordo l'attuale gran sacerdote che è deciso a non far avverare la profezia, cercando di uccidere il gruppo. Tuttavia la grande energia magica che pervade il mondo rende il Rigor "instabile" fino a farlo esplodere nel cielo. Esplosione che causerà il risveglio del mago e il ritorno alla realtà. - Kadath la città sospesa nel vuoto Mentre l'elfa e il generale imperiale si alleano e si apprestano a invadere Kragmortha il gruppo di Rigor è all'interno della bolla creata dall'eccentrico e sociopatico scienziato dell'equipaggio. Il mondo è una distesa di picchi e crepacci isolati e collegati tra loro da impervi sentieri o ponti sospesi sul vuoto. Inoltre il tutto è permeato da una potentissima aura di sfortuna. Nonostante Rigor abbia preparato degli amuleti per contrastare questo effetto Romolo perde il suo e il gruppo deve sopravvivere a incidenti più o meno grossi, oltre all'incontro con dei giganti di roccia. Si salveranno ma solo per essere poi catturati e portati nel tempio in cui, le sacerdotesse della dea della neutralità, stanno cercando di curare la fonte della sfortuna (lo scienziato) e custodiscono la gemella psicopatica di Kyuss: Noyuss. All'interno del tempio però l'aura "sfortuna" è annullata e Rigor può usare le magie senza il rischio che non funzionino. La bolla viene quindi distrutta facendo cozzare le due gemelle tra di loro. Nel frattempo però l'elfa ha sferrato il suo attacco e Kragmortha è terra di battaglia. Il gruppo riesce a mettersi in contatto con al resistenza, scoprendo che tutti i maghi sono stati fatti sparire. Questo per ridurre al minimo le possibilità che possano bandire dal mondo l'elfa, usando il potere delle rune basiche. L'accampamento della resistenza viene attaccato. L'elfa ha dalla sua parte gli orchi e i non morti creati dalla regina del deserto con cui ha stretto accordi. Tutti nemici di vecchia data di Rigor. Il mago perde letteralmente la testa, che viene separata dal corpo (la testa di Rigor fluttua senza avere un collo) durante le fasi più concitate dello scontro. Il teschio del mago viene portato all'interno della bolla dell'elfa, per trovarne l'entrata e preparare un piano passa un anno, nel quale Kragmortha cade sempre più sotto il gioco dell'elfa. I nemici del regime vengono deportati in campi di sterminio. Cav, Kira e Romolo partono quindi per salvare il Rigor, ma ad attenderli fuori dal passaggio segreto che percorrono trovano l'elfa e la faraona (che ne approfitta per rubare ancora un po' di energia vitale all'elfo, facendogli diventare i capelli bianchi). Vengono quindi messi in cella per essere giustiziati davanti alla popolazione, ma vengono liberati dal mago del gruppo di orchi. Il generale dell'impero nel frattempo però scopre che il vero fine dell'elfa e lo sterminio della razza umana e le si rivolta contro, morendo per mano sua. Romolo e il mago orco riescono a resuscitare il Rigor, ma quando questi riesci a imporre la runa sull'elfa l'incantesimo non funziona: sono ancora all'interno della bolla dell'elfa ed è lei a controllare gli eventi. L'elfa tuttavia si piegherà alla volontà della Madre Gea (la dea degli elfi Drill), che aveva preso il controllo del mago orco, nel momento in cui le rivelerà che quello che sta facendo non è quello che lei vuole e che ha trasceso i suoi desideri. | L'ultima battaglia |
| 657                                   | Una squadra di sei elementi (un mago, un'elfa, un nano, un rappresentante dell'impero, uno scienziato e il capitano ) scende con un sottomarino fino all'origine del Kellinon, un maelstrom di energia pura negli abissi di Kragmortha. L'elfa a bordo aziona all'improvviso il siluro di bordo per evitare che tale energia venga manipolata dai compagni. L'impatto che ne scaturisce crea una enorme onda di energia che disintegra gli occupanti e sale oltre l'orbita, investendo la nave su cui erano intrappolati Rigor e compagni da oltre due mesi. Quello che li attende a terra però è un mondo vuoto. Tutti gli esseri viventi sono spariti: il Kellinon ha isolato i componenti del sottomarino in cinque differenti bolle. Tuttavia questi sono riusciti a manipolarle trasformando queste bolle nell'unica realtà esistente. Al comandante della spedizione è stato invece dato il compito di trovare qualcuno che possa riportare il tutto alla normalità. Occorre entrare in ognuna di queste bolle e convincerne il padrone a "romperla". - MEKKANICA La prima bolla è quella creata dal nano. Una realtà in cui tutto è regolato e preciso, in cui lo scopo finale è continuare a far funzionare "il grande ingranaggio" che è il mondo stesso in cui si vive. Il più piccolo errore è punito in modo esemplare e il gruppo è immediatamente messo ai lavori forzati, costretto a pulire un enorme ingranaggio. All'interno di Mekkanika però si trovano anche due succubi dell'inframondo che, annoiate, permetteranno al gruppo di fuggire grazie ai danni causati. Trovato il nano basteranno poche parole del capitano per convincerlo a tornare alla vera realtà. - Kadath la città sospesa nel vuoto Dopo aver rotto la prima delle bolle di realtà, Rigor si rinchiude in una torre a studiare gli eventi. Gli altri nel frattempo esplorano Kragmortha, leggermente ripopolatasi. Le notizie non sono buone in quanto sembra che da una delle bolle di realtà si stia per preparare un'invasione. Nel frattempo però il Rigor e il capitano hanno identificato il punto di accesso alla seconda bolla: quella creata dal mago. Una città sospesa nel cielo dove due sette religiose vegliano sul creatore del mondo, addormentato in una bara. Una profezia anticipa la venuta di Rigor e compagni predicendo il risveglio del creatore. Non è d'accordo l'attuale gran sacerdote che è deciso a non far avverare la profezia, cercando di uccidere il gruppo. Tuttavia la grande energia magica che pervade il mondo rende il Rigor "instabile" fino a farlo esplodere nel cielo. Esplosione che causerà il risveglio del mago e il ritorno alla realtà. - Kadath la città sospesa nel vuoto Mentre l'elfa e il generale imperiale si alleano e si apprestano a invadere Kragmortha il gruppo di Rigor è all'interno della bolla creata dall'eccentrico e sociopatico scienziato dell'equipaggio. Il mondo è una distesa di picchi e crepacci isolati e collegati tra loro da impervi sentieri o ponti sospesi sul vuoto. Inoltre il tutto è permeato da una potentissima aura di sfortuna. Nonostante Rigor abbia preparato degli amuleti per contrastare questo effetto Romolo perde il suo e il gruppo deve sopravvivere a incidenti più o meno grossi, oltre all'incontro con dei giganti di roccia. Si salveranno ma solo per essere poi catturati e portati nel tempio in cui, le sacerdotesse della dea della neutralità, stanno cercando di curare la fonte della sfortuna (lo scienziato) e custodiscono la gemella psicopatica di Kyuss: Noyuss. All'interno del tempio però l'aura "sfortuna" è annullata e Rigor può usare le magie senza il rischio che non funzionino. La bolla viene quindi distrutta facendo cozzare le due gemelle tra di loro. Nel frattempo però l'elfa ha sferrato il suo attacco e Kragmortha è terra di battaglia. Il gruppo riesce a mettersi in contatto con al resistenza, scoprendo che tutti i maghi sono stati fatti sparire. Questo per ridurre al minimo le possibilità che possano bandire dal mondo l'elfa, usando il potere delle rune basiche. L'accampamento della resistenza viene attaccato. L'elfa ha dalla sua parte gli orchi e i non morti creati dalla regina del deserto con cui ha stretto accordi. Tutti nemici di vecchia data di Rigor. Il mago perde letteralmente la testa, che viene separata dal corpo (la testa di Rigor fluttua senza avere un collo) durante le fasi più concitate dello scontro. Il teschio del mago viene portato all'interno della bolla dell'elfa, per trovarne l'entrata e preparare un piano passa un anno, nel quale Kragmortha cade sempre più sotto il gioco dell'elfa. I nemici del regime vengono deportati in campi di sterminio. Cav, Kira e Romolo partono quindi per salvare il Rigor, ma ad attenderli fuori dal passaggio segreto che percorrono trovano l'elfa e la faraona (che ne approfitta per rubare ancora un po' di energia vitale all'elfo, facendogli diventare i capelli bianchi). Vengono quindi messi in cella per essere giustiziati davanti alla popolazione, ma vengono liberati dal mago del gruppo di orchi. Il generale dell'impero nel frattempo però scopre che il vero fine dell'elfa e lo sterminio della razza umana e le si rivolta contro, morendo per mano sua. Romolo e il mago orco riescono a resuscitare il Rigor, ma quando questi riesci a imporre la runa sull'elfa l'incantesimo non funziona: sono ancora all'interno della bolla dell'elfa ed è lei a controllare gli eventi. L'elfa tuttavia si piegherà alla volontà della Madre Gea (la dea degli elfi Drill), che aveva preso il controllo del mago orco, nel momento in cui le rivelerà che quello che sta facendo non è quello che lei vuole e che ha trasceso i suoi desideri. | Rigorquest |
| 657                                   | Una squadra di sei elementi (un mago, un'elfa, un nano, un rappresentante dell'impero, uno scienziato e il capitano ) scende con un sottomarino fino all'origine del Kellinon, un maelstrom di energia pura negli abissi di Kragmortha. L'elfa a bordo aziona all'improvviso il siluro di bordo per evitare che tale energia venga manipolata dai compagni. L'impatto che ne scaturisce crea una enorme onda di energia che disintegra gli occupanti e sale oltre l'orbita, investendo la nave su cui erano intrappolati Rigor e compagni da oltre due mesi. Quello che li attende a terra però è un mondo vuoto. Tutti gli esseri viventi sono spariti: il Kellinon ha isolato i componenti del sottomarino in cinque differenti bolle. Tuttavia questi sono riusciti a manipolarle trasformando queste bolle nell'unica realtà esistente. Al comandante della spedizione è stato invece dato il compito di trovare qualcuno che possa riportare il tutto alla normalità. Occorre entrare in ognuna di queste bolle e convincerne il padrone a "romperla". - MEKKANICA La prima bolla è quella creata dal nano. Una realtà in cui tutto è regolato e preciso, in cui lo scopo finale è continuare a far funzionare "il grande ingranaggio" che è il mondo stesso in cui si vive. Il più piccolo errore è punito in modo esemplare e il gruppo è immediatamente messo ai lavori forzati, costretto a pulire un enorme ingranaggio. All'interno di Mekkanika però si trovano anche due succubi dell'inframondo che, annoiate, permetteranno al gruppo di fuggire grazie ai danni causati. Trovato il nano basteranno poche parole del capitano per convincerlo a tornare alla vera realtà. - Kadath la città sospesa nel vuoto Dopo aver rotto la prima delle bolle di realtà, Rigor si rinchiude in una torre a studiare gli eventi. Gli altri nel frattempo esplorano Kragmortha, leggermente ripopolatasi. Le notizie non sono buone in quanto sembra che da una delle bolle di realtà si stia per preparare un'invasione. Nel frattempo però il Rigor e il capitano hanno identificato il punto di accesso alla seconda bolla: quella creata dal mago. Una città sospesa nel cielo dove due sette religiose vegliano sul creatore del mondo, addormentato in una bara. Una profezia anticipa la venuta di Rigor e compagni predicendo il risveglio del creatore. Non è d'accordo l'attuale gran sacerdote che è deciso a non far avverare la profezia, cercando di uccidere il gruppo. Tuttavia la grande energia magica che pervade il mondo rende il Rigor "instabile" fino a farlo esplodere nel cielo. Esplosione che causerà il risveglio del mago e il ritorno alla realtà. - Kadath la città sospesa nel vuoto Mentre l'elfa e il generale imperiale si alleano e si apprestano a invadere Kragmortha il gruppo di Rigor è all'interno della bolla creata dall'eccentrico e sociopatico scienziato dell'equipaggio. Il mondo è una distesa di picchi e crepacci isolati e collegati tra loro da impervi sentieri o ponti sospesi sul vuoto. Inoltre il tutto è permeato da una potentissima aura di sfortuna. Nonostante Rigor abbia preparato degli amuleti per contrastare questo effetto Romolo perde il suo e il gruppo deve sopravvivere a incidenti più o meno grossi, oltre all'incontro con dei giganti di roccia. Si salveranno ma solo per essere poi catturati e portati nel tempio in cui, le sacerdotesse della dea della neutralità, stanno cercando di curare la fonte della sfortuna (lo scienziato) e custodiscono la gemella psicopatica di Kyuss: Noyuss. All'interno del tempio però l'aura "sfortuna" è annullata e Rigor può usare le magie senza il rischio che non funzionino. La bolla viene quindi distrutta facendo cozzare le due gemelle tra di loro. Nel frattempo però l'elfa ha sferrato il suo attacco e Kragmortha è terra di battaglia. Il gruppo riesce a mettersi in contatto con al resistenza, scoprendo che tutti i maghi sono stati fatti sparire. Questo per ridurre al minimo le possibilità che possano bandire dal mondo l'elfa, usando il potere delle rune basiche. L'accampamento della resistenza viene attaccato. L'elfa ha dalla sua parte gli orchi e i non morti creati dalla regina del deserto con cui ha stretto accordi. Tutti nemici di vecchia data di Rigor. Il mago perde letteralmente la testa, che viene separata dal corpo (la testa di Rigor fluttua senza avere un collo) durante le fasi più concitate dello scontro. Il teschio del mago viene portato all'interno della bolla dell'elfa, per trovarne l'entrata e preparare un piano passa un anno, nel quale Kragmortha cade sempre più sotto il gioco dell'elfa. I nemici del regime vengono deportati in campi di sterminio. Cav, Kira e Romolo partono quindi per salvare il Rigor, ma ad attenderli fuori dal passaggio segreto che percorrono trovano l'elfa e la faraona (che ne approfitta per rubare ancora un po' di energia vitale all'elfo, facendogli diventare i capelli bianchi). Vengono quindi messi in cella per essere giustiziati davanti alla popolazione, ma vengono liberati dal mago del gruppo di orchi. Il generale dell'impero nel frattempo però scopre che il vero fine dell'elfa e lo sterminio della razza umana e le si rivolta contro, morendo per mano sua. Romolo e il mago orco riescono a resuscitare il Rigor, ma quando questi riesci a imporre la runa sull'elfa l'incantesimo non funziona: sono ancora all'interno della bolla dell'elfa ed è lei a controllare gli eventi. L'elfa tuttavia si piegherà alla volontà della Madre Gea (la dea degli elfi Drill), che aveva preso il controllo del mago orco, nel momento in cui le rivelerà che quello che sta facendo non è quello che lei vuole e che ha trasceso i suoi desideri. | MIQUITZLI L'ora della verità |
| 658                                   | Kira uno | |
| 658                                   | Kira due | |

## Personaggi principali

### Rigor Mortis
Mago potentissimo sempre alla ricerca di nuove magie od oggetti per accrescere il proprio potere. Non si fa scrupoli per raggiungere i propri obiettivi. La sua testa è un teschio fluttuante, ma questo non sembra essere un problema per nessuno degli abitanti di Kragmortha. 

### Romolo
Guerriero grezzo e stupido ha una lealtà incrollabile verso i compagni. Porta con sé Kyuss, una spada magica dall'ego decisamente sviluppato e con un odio viscerale per gli orchi.

### Cavallo Pazzo (Cav)
Elfo rinnegato (fuma ed ama le città) della razza Drill segue il gruppo di Rigor da quando è fuggito grazie a lui dalle prigioni dell'inframondo.

### Kira
Maga umana, segue Rigor inizialmente per cercare di carpire da lui informazioni sulle arti magiche. In seguito al morso di un demone, diventa una gatta mannara. Successivamente le sue due nature si fondono lasciandola sempre nella condizione di donna gatto. In seguito a questa mutazione anche il suo interesse per la magia viene meno.

## Gli albi
Sezione integrata 

### Prime edizioni
| Anno | Saga                | Albo                                  | Casa Editrice    | pagine | Formato            | Note                                                 |
| ---- | ------------------- | ------------------------------------- | ---------------- | ------ | ------------------ | ---------------------------------------------------- |
| 1994 | -                   | La pietra nera della vendetta         | Stratelibri      | 60pp   | cartonato 30x21    |                                                      |
| 1995 | Orchi 1             | Il Principe delle Tenebre             | Hobby & Work     | 66pp   | brossurato 24 x 17 |                                                      |
| 1996 | Orchi 2             | L'ira di Aphotecymon XVII             | Hobby & Work     | 66pp   | brossurato 24 x 17 |                                                      |
| 1996 | Orchi 3             | La nave del Caos                      | Hobby & Work     | 66pp   | brossurato 24 x 17 |                                                      |
| 1996 | -                   | Il tempio dei sospiri                 | Stelle & Strisce | 66pp   | brossurato 24 x 17 |                                                      |
| 1997 | Bolle di Realtà 1   | Il ritorno del genio del male         | Stelle & Strisce | 32pp   | spillato 24 x 17   |                                                      |
| 1997 | Bolle di Realtà 2   | Il grande ingranaggio                 | Stelle & Strisce | 32pp   | spillato 24 x 17   |                                                      |
| 1997 | Bolle di Realtà 3   | La prima chiave: Guenzor Barbatreccia | Stelle & Strisce | 32pp   | spillato 24 x 17   |                                                      |
| 1997 | Bolle di Realtà 4   | La Profezia                           | Stelle & Strisce | 32pp   | spillato 24 x 17   |                                                      |
| 1997 | Bolle di Realtà 5   | Il risveglio del dio dormiente        | Stelle & Strisce | 32pp   | spillato 24 x 17   |                                                      |
| 1997 | -                   | Il rituale di Alhazred                | Stelle & Strisce | 32pp   | spillato 24 x 17   | Spin off su Arkham O.Z.                              |
| 1998 | -                   | Il grimorio delle strisce             | Stelle & Strisce | 20     | spillato 24x17     | Raccolta delle strisce pubblicate                    |
| 1998 | Bolle di Realtà 6   | La terra senza fondo                  | Stelle & Strisce | 32pp   | spillato 24 x 17   |                                                      |
| 1998 | Bolle di Realtà 7   | La gemella                            | Stelle & Strisce | 32pp   | spillato 24 x 17   |                                                      |
| 1998 | Bolle di Realtà 8   | L'ultima battaglia                    | Stelle & Strisce | 32pp   | spillato 24 x 17   |                                                      |
| 1999 | Bolle di Realtà 9   | Rigorquest                            | Stelle & Strisce | 32pp   | spillato 24 x 17   |                                                      |
| 1999 | -                   | Kira 1                                | Phoenix          | 48pp   | brossurato 24 x 17 | l'albo è "senza parole"                              |
| 1999 | -                   | Kira 2                                | Phoenix          | 48pp   | brossurato 24 x 17 | l'albo è "senza parole"                              |
| 1999 | Bolle di Realtà 10  | MIQUITZLI L'ora della verità          | Phoenix          | 32pp   | spillato 24 x 17   |                                                      |
| 2002 | L'Alba degli Eroi 1 | Discesa                               | Magic Press      | 64pp   | cartonato 30 x 21  | a colori                                             |
| 2005 | L'Alba degli Eroi 2 | Aphocalymark                          | Stratelibri      | 64pp   | Brossurato 24 x 17 |                                                      |
| 2005 | L'Alba degli Eroi 3 | Malignus                              | Stratelibri      | 64pp   | Brossurato 24 x 17 |                                                      |
| 2007 | -                   | Legami di famiglia                    | Stratelibri      | 64pp   | Brossurato 24 x 17 | spinoff su Arkham O.Z. (disegnato da Mauro Marchesi) |

### Raccolte e Ristampe
| Anno | Saga                              | Albo       | Casa Editrice | pagine | Formato            | Note     |
| ---- | --------------------------------- | ---------- | ------------- | ------ | ------------------ | -------- |
| 1999 | Orchi123                          | Tomo Zero  | Phoenix       | -      | -                  |          |
| 1998 | Bolle di realtà - primi numeri    | Tomo Uno   | Phoenix       | -      | -                  |          |
| 1999 | Bolle di realtà - numeri centrali | Tomo Due   | Phoenix       | -      | -                  |          |
| 2001 | Bolle di realtà - ultimi numeri   | Tomo Tre   | Magic Press   | -      | -                  |          |
| 2005 | L'Alba degli Eroi 1               | Discesa    | Stratelibri   | 64pp   | Brossurato 24 x 17 | Ristampa |
| 2008 | Bolle di Realtà                   | Capitolo I | Stratelibri   | 72pp   | Brossurato 24 x 17 | Ristampa |

## Non solo fumetto
Attorno alla figura del Rigor e del mondo di Kraghmorta si sono sviluppati altri progetti:
- Sì, oscuro Signore!: un gioco di carte con protagonisti vari personaggi del mondo di Kragmortha.
- Kragmortha: un gioco da tavolo.
- Il dungeon della Morte: un manuale generico per giochi di ruolo in cui viene presentato un dungeon disseminato di trappole.
- Tre romanzi scritti da Luigi Lo Forti:  La Torre dell'Impero, L'Isola dei demoni perduti e Il Destino dell'Impero, editi da Counter (Collana Stratelibri).